# Ferrières-la-Verrerie
Ferrières-la-Verrerie é uma comuna francesa na região administrativa da Normandia, no departamento Orne. Estende-se por uma área de 14,31 km². Em 2010 a comuna tinha 146 habitantes (densidade: 10,2 hab./km²).